# فرودگاه تته-آ-لا-بلن
فرودگاه تته-آ-لا-بلن (به انگلیسی: Tête-à-la-Baleine Airport) یک فرودگاه همگانی با کد یاتا ZTB است که یک باند فرود شن دارد و طول باند آن ۵۰۰ متر است. این فرودگاه در کشور کانادا قرار دارد و در ارتفاع ۳۳ متری از سطح دریا واقع شده است.

## شرکت‌های هواپیمایی و مقصدهای پروازی
| شرکت‌های هواپیمایی | مقصدهای پروازی                                                                 |
| ----------------- | ------------------------------------------------------------------------------ |
| ایر لابرادور      | لوردز د بلانک سابلون، سنت اوگوستین، لا تاباتیر، چوری، لا رومن، کگاسکا، نتشکوئن |